# Бялощиньский, Тадеуш
Тадеуш Бялощиньский (пол. Tadeusz Białoszczyński; 25 ноября 1899 — 24 января 1979) — польский актёр театра, кино, радио и телевидения.

## Биография
Тадеуш Бялощиньский родился 25 ноября 1899 года в д. Тамановичи. Актёрское образование получил на Городских драматических курсах в Кракове. Дебютировал в 1921 г. в краковском Театре имени Юлиуша Словацкого, а затем был актёром театров в Кракове, Лодзи, Вильнюсе, Львове и Варшаве. Выступал в спектаклях «театра телевидения» в 1955—1979 годах и во многих радиопередачах «Польского радио».
Умер 24 января 1979 года в Варшаве. Похоронен на кладбище «Старые Повонзки».

## Избранная фильмография
| Год  | Русское название                              | Оригинальное название      | Роль                             |
| ---- | --------------------------------------------- | -------------------------- | -------------------------------- |
| 1937 | Пламенные сердца                              | Płomienne serca            | капитан Смигельский              |
| 1937 | Девушки из Новолипок                          | Dziewczęta z Nowolipek     | Ружицкий                         |
| 1938 | Костюшко под Рацлавицами                      | Kościuszko pod Racławicami | Тадеуш Костюшко                  |
| 1938 | Флориан                                       | Florian                    | граф фон Фреден                  |
| 1939 | Три сердца                                    | Trzy serca                 | дворецкий                        |
| 1952 | Юность Шопена                                 | Młodość Chopina            | Иоахим Лелевель                  |
| 1954 | Карточный домик                               | Domek z kart               | Бруно Шторц                      |
| 1954 | Валтасаров пир                                | Uczta Baltazara            | Томчиньский                      |
| 1956 | Прощание с дьяволом                           | Pożegnanie z diabłem       | Бартошек                         |
| 1956 | Три женщины                                   | Trzy kobiety               | капитан Оберштын                 |
| 1958 | Король Матиуш I                               | Król Maciuś I              | премьер-министр                  |
| 1960 | Крестоносцы                                   | Krzyżacy                   | князь Януш Мазовецкий            |
| 1961 | История желтой туфельки                       | Historia żółtej ciżemki    | король Казимир IV                |
| 1963 | Далека дорога                                 | Daleka jest droga          | британский генерал               |
| 1963 | Мансарда                                      | Mansarda                   | граф                             |
| 1968 | Ставка больше, чем жизнь (только в 6-й серии) | Stawka większa niż życie   | полковник Райнер                 |
| 1971 | Золотой Круг                                  | Złote Koło                 | профессор Краусверт              |
| 1971 | Нюрнбергский эпилог                           | Epilog norymberski         | Вильгельм Кейтель                |
| 1971 | Агент № 1                                     | Agent nr 1                 | Дамаскинос, греческий митрополит |
| 1972 | Дорога в лунном свете                         | Droga w świetle księżyca   | Лука, лакей                      |
| 1973 | Чёрные тучи                                   | Czarne chmury              | хорунжий Одровонж                |
| 1974 | Первый правитель                              | Gniazdo                    | маркграф Геро I Железный         |
| 1974 | Земля обетованная                             | Ziemia obiecana            | отец Кароля                      |
| 1974 | Конец каникул                                 | Koniec wakacji             | профессор Пилярский              |
| 1974 | Сколько той жизни (только в 3-й серии)        | Ile jest życia             | приор монастыря                  |
| 1975 | Опали листья с деревьев                       | Opadły liście z drzew      | профессор                        |
| 1977 | Дело Горгоновой                               | Sprawa Gorgonowej          | Альфред Ендл, председатель суда  |
| 1979 | Барышни из Вилько                             | Panny z Wilka              | дядя Виктора                     |

## Признание
- 1952 — Офицерский крест Ордена Возрождения Польши.
- 1953 — Государственная премия ПНР 3-й степени.
- 1955 — Медаль «10-летие Народной Польши».
- 1964 — Командорский крест Ордена Возрождения Польши.
- 1978 — Награда председателя «Комитета в дела радио и телевидение».